# 小林照幸
小林 照幸（こばやし てるゆき、1968年〈昭和43年〉4月5日 - ）は、日本のノンフィクション作家。明治薬科大学非常勤講師。日本ペンクラブ会員。

## 人物・来歴
長野県長野市出身。長野県長野高等学校卒業、明治薬科大学中退、信州大学経済学部卒。
長野高校3年であった1986年（昭和61年）、学園祭の『金鵄祭』で当時現役で活躍していたアントニオ猪木の講演会を企画、交渉し、高校生を対象とする全国初の講演会を同年7月に実現させた（演題は『苦しみの中からたちあがれ』）。
2学年時より文芸班（長野高校では部活動を「班」と呼称）に所属。大宅賞を受賞した『朱鷺の遺言』の中央公論新社における担当編集者・酒井孝博とは、長野高校時代の同窓生 (同学年でクラス違い) であり、文芸班仲間でもあった。
- 1992年（平成4年）2月  - 明治薬科大学在学中、奄美・沖縄に生息する世界的な猛毒蛇「ハブ」の血清造りに心血を注いだ医学者・澤井芳男（東京大学教授　日本蛇族学術研究所理事長などを歴任）を描いた『毒蛇（どくへび）』（TBSブリタニカ、文春文庫の『完本　毒蛇』に収録）で第一回開高健賞奨励賞を受賞した（25ヶ国776作品の一席）。
- 1996年（平成8年）10月 - 大相撲・二子山部屋の後援会機関紙『二子山部屋ファミリーニュース』の編集人も務めた（2001年（平成13年）5月場所まで）。
- 1998年（平成10年）4月 - 信州大学経済学部経済システム法学科の3年次に社会人編入学（2000年（平成12年）3月卒業）。この年、山梨県における日本住血吸虫症の患者の写真を見て衝撃を受けたことをきっかけに同病について医師らへの取材や資料集めを開始して執筆した『死の貝』を刊行[3]
- 1999年（平成11年）4月 - 終戦直後から佐渡でトキの保護に取り組んだ人々の軌跡と日本産トキの絶滅史を追った『朱鷺（トキ）の遺言』（中央公論新社、中公文庫）で、第三十回大宅壮一ノンフィクション賞を同賞史上最年少で受賞（当時）。
- 2006年（平成18年）4月 - 明治薬科大学の非常勤講師（生薬学担当）に就任。

## 著書
- 『毒蛇』正続　TBSブリタニカ、1992-93　『完本毒蛇』（文春文庫）
- 『フィラリア 難病根絶に賭けた人間の記録』（TBSブリタニカ）1994年
- 『お菓子の詩(うた)』商業界 商業史発掘ノンフィクションシリーズ 1995年　（小田豊四郎）
- 『真商道に燃えよ 損得より善悪を重んじた商人の軌跡』商業史発掘ノンフィクション　商業界 1995(岩城二郎)
- 『神を描いた男・田中一村』中央公論社 1996　のち文庫
- 『床山と横綱 支度部屋での大相撲五十年』新潮社 1996　『大相撲支度部屋 床山の見た横綱たち』（新潮文庫）（床清）
- 『闘牛の島』（新潮社）1997年　『闘牛』毎日新聞社 2011年（増補新版）（徳之島）
- 『死の貝』（文藝春秋）1998年 (日本住血吸虫症)、2024年に『死の貝-日本住血吸虫症との闘い-』に改題の上文庫化（新潮文庫）
- 『朱鷺の遺言』中央公論社、1998年　のち文庫、文春文庫
- 『害虫殲滅工場 ミバエ根絶に勝利した沖縄の奇蹟』（中央公論新社）1999年
- 『熟年性革命報告』文春新書 2000年
- 『政治家やめます。 ある自民党代議士の十年間』毎日新聞社　2001年　角川文庫『政治家やめます。 ある国会議員の十年間』と改題）(久野統一郎)
- 『21世紀のひめゆり』毎日新聞社、2002年　『ひめゆり　沖縄からのメッセージ』（角川文庫）
- 『海洋危険生物　沖縄の浜辺から』文春新書、2002年
- 『海人 UMINCHU』毎日新聞社、2003年
- 『検疫官 ウイルスを水際で食い止める女医の物語』角川書店　2003年　のち角川文庫）（岩崎恵美子）
- 『琉球弧（うるま）に生きるうるわしき人たち』岩波書店、2004年
- 『熟年恋愛講座　高齢社会の性を考える』文春新書、2004年
- 『全盲の弁護士 竹下義樹』岩波書店、2005年　岩波現代文庫、2019
- 『宝石と男 商業史発掘ノンフィクション』商業界 2005年(大久保利春)
- 『熟年恋愛革命　恋こそ最高の健康法』文春新書）2006年
- 『ドリームボックス 殺されてゆくペットたち』毎日新聞社 2006年）「ペット殺処分 ドリームボックスに入れられる犬猫たち」河出文庫
- 『野の鳥は野に 評伝・中西悟堂』新潮選書 2007年
- 『完全燃焼の記憶』河出書房新社 2009年
- 『取材ノートから 1992-2009』河出書房新社 2009年
- 『パンデミック 感染爆発から生き残るために』新潮新書 2009年
- 『父は、特攻を命じた兵士だった。　人間爆弾「桜花」とともに』（岩波書店）2010年
- 『ボクたちに殺されるいのち』河出書房新社 14歳の世渡り術 2010年
- 『アンチエイジングSEXその傾向と対策』文春新書 2011年
- 『死の虫 ツツガムシ病との闘い』中央公論新社, 2016年、のち2024年12月に中公文庫により加筆の上文庫化
- 『進化と深化 能美防災100年のあゆみ』能美防災, 2016年
- 『車いす犬ラッキー 捨てられた命と生きる』毎日新聞出版, 2017年

### 共著
- 『僕が、落語を変える。』柳家花緑共著 新潮社 2001年　のち河出文庫
- 『土俵の真実　杉山邦博が伝えた大相撲半世紀』杉山邦博共著 文藝春秋　2008年　のち文春文庫

監修
- 『戸川幸夫動物文学セレクション』全5冊(ランダムハウス講談社文庫) 2008年

## 主なテレビ出演歴
- サンデーモーニング（TBS系、1999年5月から2000年12月まで月に1、2回コメンテーターとして出演）
- ニュースウィークリー（信越放送、1999年4月から2006年3月まで月に1、2回コメンテーターとして出演）